# フォアアールベルク語
フォアアールベルク語（ドイツ語: Vorarlbergerisch、アレマン語: Vorarlbärgerisch）は、オーストリア最西部のフォアアールベルク州で話されるアレマン語の総称である。

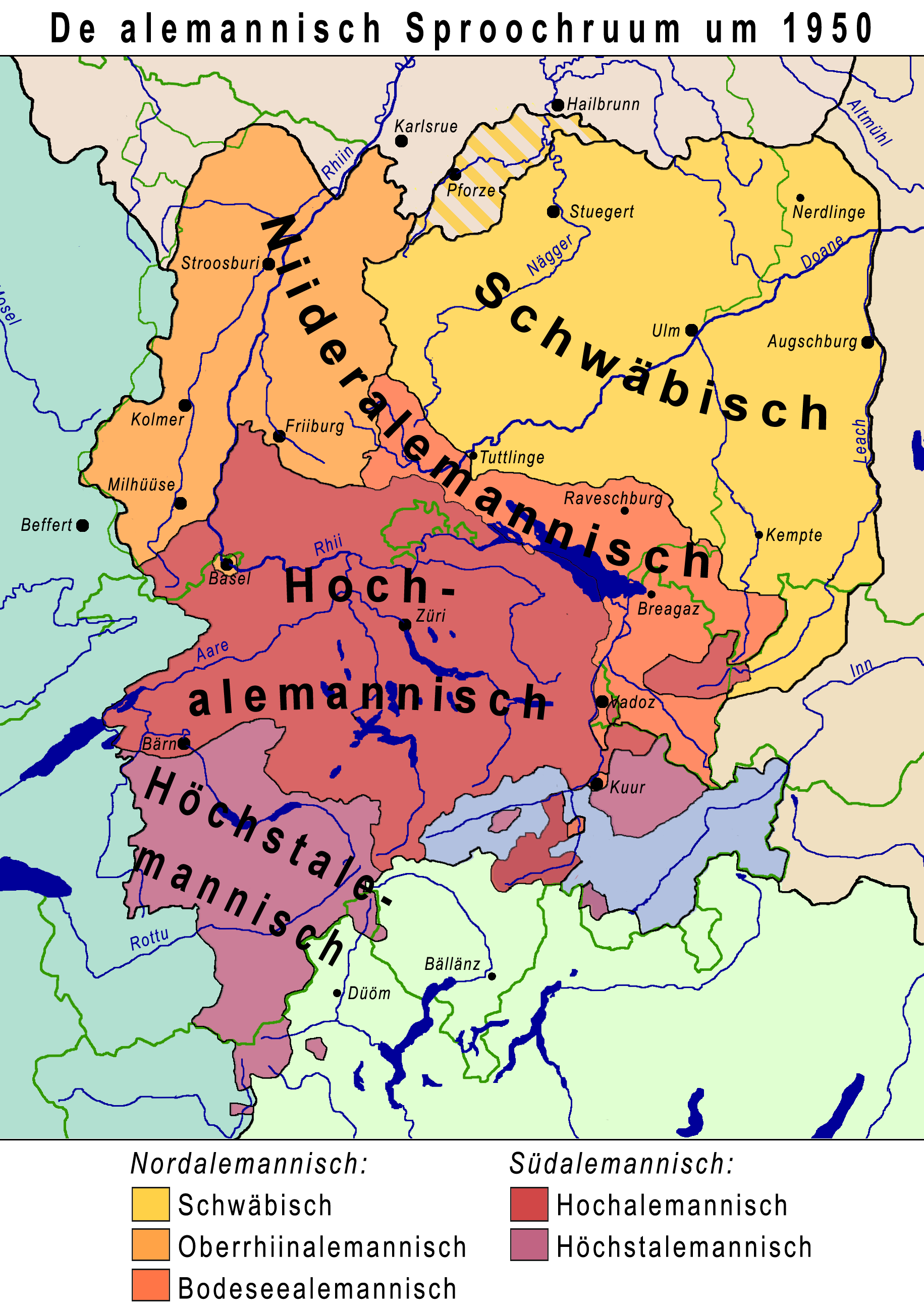
アレマン諸語の各地域図

## 概要
フォアアールベルク州では北部では低地アレマン語に属するボーデン湖付近の言語であるボーデン湖アレマン語の地域があり、中部・南部では高地アレマン語や最高地アレマン語の地域がある。
オーストリアで話されるアレマン語のために、「オーストリアアレマン語」とも呼ばれる場合がある。